# Новик, Александр Михайлович
Александр Михайлович Новик (25 июля 1975) — белорусский футболист, крайний полузащитник.

## Биография
Воспитанник отделения футбола солигорской ДЮСШ, первый тренер — А. Пацко. В сезоне 1993/94 сыграл свои первые матчи за «Шахтёр» (Солигорск) в высшей лиге Беларуси. После двухлетнего перерыва вернулся в «Шахтёр» в 1996 году и стал основным игроком клуба. Всего за 15 лет сыграл 247 матчей и забил 16 голов в высшей лиге. На момент окончания карьеры занимал второе место в истории «Шахтёра» по числу матчей в чемпионатах Беларуси, после Сергея Никифоренко (300). Со своим клубом становился чемпионом страны (2005), бронзовым призёром чемпионата (2002, 2004, 2006, 2007), обладателем (2004) и финалистом (2006, 2008) Кубка Беларуси. Принимал участие в матчах Лиги чемпионов, Лиги Европы и Кубка Интертото, всего не менее 10 матчей и 2 гола.
В начале 2009 года объявил о завершении карьеры, после этого входил в тренерский штаб «Шахтёра».